# تساو شيوي
تساو شيوي (بالصينية: 曹 誰) بينيين: Cáo Shuí)(من مواليد 5 يونيو 1982) شاعر، وروائي وكاتب سيناريو صيني. اسمه الحقيقي تساو هونغ بو. ولد عام 1982 في يوشي في مقاطعة شان شي. ترك عمله في إحدى الصحف عام 2008 وبدأ في الترحال متجولاً بين التبت وشينجيانغ والمناطق المجاورة، ولعل هذا الترحال ما جعله يبدأ الكتابة في العام نفسه. وقد بدأ حركة الشعر الكبيرة عام 2007.